# يو إس إس ساراتوغا (سي في-3)
يو إس إس ساراتوغا (سي في-3) كانت حاملة طائرات من فئة ليكسينغتون بُنيت في العشرينات لخدمة البحرية الأمريكية وشاركت في الحرب العالمية الثانية.